# Moldavia (Romania)
La Moldavia (o Moldavia Rumena) è politicamente una macroregione della Romania, che confina a est con la Repubblica di Moldavia.

## Introduzione
Secondo la geografia storica e culturale, con la denominazione di Moldavia si indica un'unica regione geografica che la seconda guerra mondiale ha diviso amministrativamente fra la Romania e l'Unione Sovietica e quest'ultima, a sua volta, ripartendo la propria porzione fra le sue Repubbliche Socialiste Sovietiche di Ucraina e Moldavia, divenute poi nel 1991 indipendenti. Possiamo quindi dire che la Moldavia storica è oggi divisa tra Romania, Repubblica di Moldavia e Ucraina.
Al suo interno possiamo individuare altre microregioni:
- Bucovina del Nord (oggi in Ucraina)
- Bucovina del Sud
- Bassarabia o Bessarabia: oggi per buona parte è rappresentata dalla Repubblica di Moldavia, ma una sua parte si trova anche in Ucraina (Hotin)
- Bugeac o Bessarabia storica o Bessarabia del Sud (oggi nell'oblast' di Odessa in Ucraina)
- Moldavia romena

## Geografia fisica

### Profili generali
Questa regione, compresa tra i Carpazi e il Prut, confina a nord con la Bucovina, a ovest con la Transilvania, a sud con la Valacchia (Muntenia) e per brevissimo tratto con la Dobrugia, a est con la Bessarabia. Ha una superficie di 57000 km² e comprende un ampio tratto del versante orientale dei Carpazi Moldavi e la sezione più occidentale, tra i Carpazi e il Prut, del tavolato di rocce paleozoiche e mesozoiche, ricoperte da una coltre potente di sedimentazioni cenozoiche, che forma anche la Bessarabia ed è un lembo della cosiddetta piattaforma russa. Il Siret e il Prut, tributari del Danubio, e i loro numerosissimi affluenti, fiumi tutti diretti nel complesso verso il sud, hanno inciso il tavolato con ampie vallate, dal fondo spesso paludoso, e col modellamento lo hanno ridotto a una regione di dolci colline, alte raramente più di 400 m, e di molli ondulazioni, coperte qua e là da belle foreste, ma in gran parte occupate da colture di cereali. Solo nella Moldavia centrale il rilievo si presenta piuttosto accidentato, con valli profonde e alture che giungono anche a un'altezza di 600 m circa (a nord di Pașcani, 593 m). Qui la foresta ha ancora il predominio, e le colture si estendono su meno della metà del paese.
Il versante orientale dei Carpazi Moldavi, che fa parte appunto della Moldavia, mentre quello occidentale rientra nella Transilvania, è costituito da una serie esterna di dorsali formate prevalentemente da arenarie scistose del Paleogene medio e da conglomerati, molasse e marne neogeniche, con forme relativamente dolci e soggette a intensa erosione, soprattutto sulle pendici più ripide; e, internamente, da una fascia di pieghe di calcari del Cretacico (affiora specialmente il Cretacico superiore) e da una serie di dorsali e di gruppi montuosi costituiti da antichi scisti cristallini, da rocce massicce e da calcari cristallini, dove la morfologia si presenta assai aspra. Nei gruppi montuosi più elevati (Budacu, 1859 m; Ceahlău, 1907 m, ecc.), nelle zone superiori ai 1800 m, e particolarmente sui versanti volti a nord, si rinvengono forme glaciali (circhi, valli a truogolo glaciale, ecc.). Il passaggio dei Carpazi è relativamente facile, perché i valichi sono numerosi e bassi: i più frequentati sono quelli di Tulgheș, a 645 m, di Ghimeș, a 720 m, e di Oituz, a 865 m. Più che veri passi, sono solchi trasversali incisi dai fiumi per aprirsi un varco attraverso i terreni arenacei. Il passo di Ghimeș è percorso dalla ferrovia Adjud-Petru Rareș, che collega le ferrovie moldave a quelle transilvane.

### Clima
Il clima della Moldavia è prettamente continentale, con fortissime escursioni annue e diurne, con piogge scarse nella zona collinare, dove non superano i 600 mm annui e vanno diminuendo da ovest a est (nella parte orientale, 400-500 mm soltanto); abbastanza copiose, invece, sui Carpazi, dove si superano pure i 900 mm. L'estate è la stagione più piovosa.

## Geografia politica
Il capoluogo della regione è Iași che è anche il capoluogo della Moldavia storica.
La Moldavia come tutta la Romania ha il suo territorio suddiviso in distretti, istituzioni amministrative simili alle province italiane, ed esse sono, da nord a sud:
- distretto di Botoșani,
- distretto di Suceava (il suo territorio rappresenta la quasi totalità della Bucovina del Sud),
- distretto di Iași,
- distretto di Neamț,
- distretto di Bacău,
- distretto di Vaslui,
- distretto di Vrancea,
- distretto di Galați.

## Arte e cultura
Conosciuta anche come la patria del monasteri dipinti, riunisce dal XII secolo diversi piccoli centri feudali. La Moldavia è spesso considerata la culla della cultura romena: a Iaşi è stata fondata la prima università romena e, nel 1876, il primo teatro ebreo del mondo per merito di Abraham Goldfaden. Inoltre, in questa regione sono nati Mihai Eminescu, scrittore romantico, Tristan Tzara, cofondatore e promotore principale del movimento d'avanguardia Dada e lo storico Nicolae Iorga fondatore degli istituti culturali romeni in Italia.

### Monumenti e luoghi d'interesse

#### Musei
Nel capoluogo Iași si trova il Complesso Museale Nazionale "Moldova" con sede nel Palazzo della Cultura che comprende: 
- Museo d'Arte con oltre 8 000 dipinti. È la più grande collezione della Romania, un patrimonio universale con dipinti di Caravaggio, Paolo Veronese, Pietro Liberi, Carlo Dolci, Salvator Rosa, Francesco Solimena, Bartolomé Esteban Murillo, Antoon van Dyck, Jan Both, Bartholomeus van der Helst, Egbert van Heemskerk II, Nicolas Poussin, Philippe de Champaigne, Eustache Le Sueur, Guillaume Coustou, François Boucher e molti altri
- Museo di Storia della Moldavia con più di 35 000 oggetti storici antichi della cultura locale
- Museo Etnografico della Moldavia
- Museo di Scienze e Tecnologie "Ştefan Procopiu"
- Biblioteca Comunale "Gheorghe Asachi" ospitata nell'ala nord-est del palazzo.

Il secondo complesso è il Museo della Letteratura Rumena che raccoglie 11 musei e case commemorative di importanti scrittori rumeni.

#### Monasteri e luoghi di culto
Le chiese dipinte della Moldavia settentrionale sono sette monasteri ortodossi rumeni del distretto di Suceava. Queste chiese sono state costruite approssimativamente tra il 1487 ed il 1532.
A partire dal 1993 sono state iscritte tra i patrimoni dell'umanità dell'UNESCO.
Sempre in questa zona si può ammirare La chiesa della Resurrezione nel monastero di Sucevița, la chiesa delle Trasfigurazione nel monastero di Slatina, e chiesa della Discesa dello Spirito Santo nel monastero di Dragomirna.

### Cucina
Tra i piatti della cucina moldava si ricordano tochitura (carne di maiale con polenta e uova, fegatini, telemea di pecora e salsiccia) e le alivenci moldovenesti (dolce a base di latte, farina di mais, urdă, panna da cucina, burro).